# Bernard Bigot
Bernard Bigot   (Blois, 24 de gener de 1950 - Saint-Didier-au-Mont-d'Or, 14 de maig de 2022) va ser un acadèmic i funcionari, que va servir com a Director-General de l'ITER entre 2015 i 2022.
Bigot era doctor en física i química. Era el president del École normale supérieure de Lió, i director de la Comissió francesa per a l'Energia Atòmica.
Bigot va morir en 14 de maig de 2022, a l'edat de 72 anys.